# Triacanthagyna nympha
Triacanthagyna nympha är en trollsländeart som först beskrevs av Longinos Navás 1933.  Triacanthagyna nympha ingår i släktet Triacanthagyna och familjen mosaiktrollsländor. Inga underarter finns listade i Catalogue of Life.